# Pasadena (Californië)
Pasadena is een plaats in de Verenigde Staten van Amerika. Het is een voorstad van Los Angeles, gelegen in Los Angeles County, Californië. Volgens de volkstelling van 2020 telde Pasadena 138.723 inwoners.
Door de zuidelijke ligging heeft Pasadena een aangenaam klimaat. In de winter wordt het er overdag niet kouder dan ca. 20°. De stad is vooral bekend door de aanwezigheid van Caltech, een van de meest prestigieuze technische universiteiten in de Verenigde Staten. Ook het Jet Propulsion Laboratory van NASA, dat door Caltech gerund wordt, ligt in de omgeving van Pasadena. Daarnaast bevindt de hoofdvestiging van het Fuller Theological Seminary zich er, dat wereldwijd studenten trekt. 
De Pasadena Freeway (California State Route 110), vanaf Santa Monica de Harbor Freeway (Interstate 110), verbindt Pasadena met San Pedro. De afstand tot Los Angeles is iets meer dan 17 km (11 mijl).

## Demografie
Van de bevolking is 12,1 % ouder dan 65 jaar en bestaat voor 33,7 % uit eenpersoonshuishoudens. De werkloosheid bedraagt 4,6 % (cijfers volkstelling 2000).
Ongeveer 33,7 % van de bevolking van Pasadena bestaat uit hispanics en latino's, 10,7 % is van Afrikaanse oorsprong en 14,3 % van Aziatische oorsprong.
Het aantal inwoners steeg van 131.735 in 1990 naar 137.122 in 2010.

## Klimaat
In januari is de gemiddelde temperatuur 13,2 °C, in juli is dat 23,9 °C. Jaarlijks valt er gemiddeld 492,0 mm neerslag (gegevens op basis van de meetperiode 1961-1990).

## Sport
In Pasadena bevindt zicht met de Rose Bowl een van de grootste sportstadions van de Verenigde Staten. Er zijn daar tal van grote sportevenementen georganiseerd. Vijf keer werd de Super Bowl er gespeeld. Ook zijn er vele belangrijke voetbalwedstrijden gespeeld. Zo werd het stadion in 1994 gebruikt voor het Wereldkampioenschap voetbal. Brazilië won er de finale van Italië.
Jaarlijks wordt op Nieuwjaarsdag de Rose Bowl gehouden, de belangrijkste Americanfootballwedstrijd voor studenten. Deze wedstrijd wordt traditioneel voorafgegaan door de Tournament of Roses Parade.

## Kunst en cultuur

### Musea
- Norton Simon Museum
- Pasanena Museum of California Art
- Pacific Asia Museum

## Partnersteden
- Ludwigshafen am Rhein (Duitsland), sinds 1956
- Vanadzor (Armenië), sinds 1990

## Plaatsen in de nabije omgeving
De onderstaande figuur toont nabijgelegen plaatsen in een straal van 8 km rond Pasadena.

## Bekende personen uit Pasadena

### Geboren in Pasadena

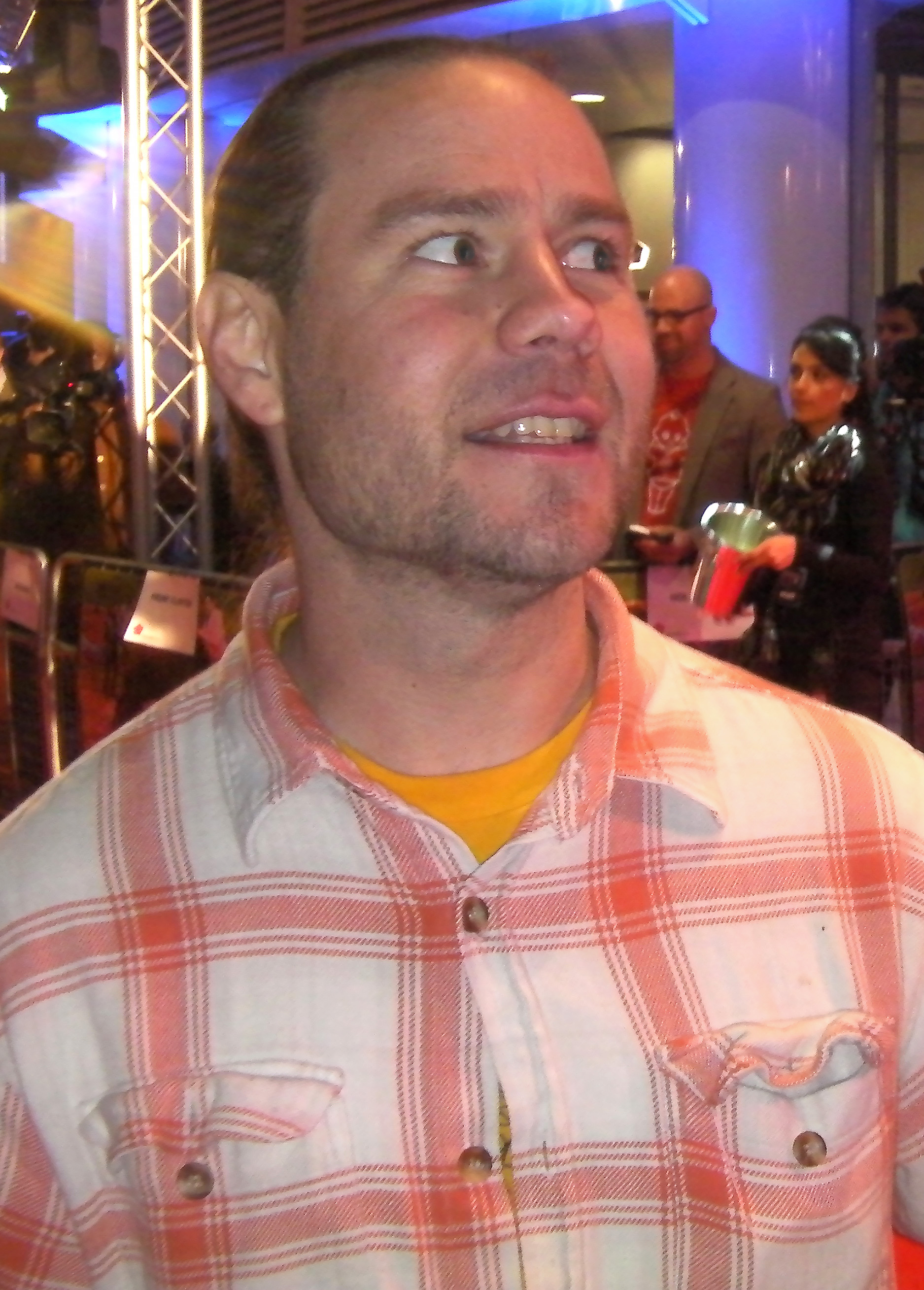
Chris Pontius (1974)

- Julia Child (1912-2004), kokkin, schrijfster en televisiepersoonlijkheid
- Susie Berning (1941-2024), golfster
- Richard Moll (1943-2023), acteur
- Thomas Sargent (1943), econoom en winnaar van de Prijs van de Zweedse Rijksbank voor economie (2011)
- Sally Field (1946), actrice
- Bill Richardson (1947-2023), politicus
- Rocky Moran (1950-2024), autocoureur
- Kathleen Quinlan (1954), actrice
- Bob Haro (1958), BMX'er, ontwerper en zakenman
- Alan Poindexter (1961-2012), astronaut
- Steve Albini (1962-2024), muzikant en muziekproducent
- Alexandra Wilson (1968), actrice
- Jeff Deyo (1969), gospelzanger
- David Ebershoff (1969), schrijver
- Chris Pontius (1974), acteur en stuntman
- Tamala Jones (1974), actrice
- Josh Keaton (1974), acteur, stemacteur, zanger en muziekproducent
- Jaleel White (1976), acteur
- George Murdoch (1980), worstelaar, beter bekend als Brodus Clay
- Sophia Bush (1982), actrice
- Alison Brie (1982), actrice
- Jeff Larentowicz (1983), voetballer
- Bishil Summer (1988), actrice
- Missy Franklin (1995), zwemster

## Overleden
- Betty Bronson (1906-1971), actrice